# Synagoga v Boskovicích
Synagoga v Boskovicích (tzv. synagoga maior) je původní synagoga ve městě Boskovice, kde leží na severním okraji židovského ghetta. Prostorná synagoga v novogotickém slohu byla postavena v roce 1639 (před ní ve městě stávala starší renesanční). Roku 1698 byla synagoga rozšířena o vedlejší loď. V interiéru synagogy se dochovaly cenné hebrejské nápisy. Za druhé světové války byla synagoga uzavřena a sloužila jako skladiště majetku, který byl zabaven boskovickým Židům. V roce 1994 byla synagoga navrácena Židovské obci v Boskovicích. Celkovou stavební rekonstrukcí synagoga prošla v letech 1989 až 2001. Od té doby je v prostorách synagogy umístěna stálá expozice pojednávající o regionální historii a památkách židovské komunity.

## Fotogalerie

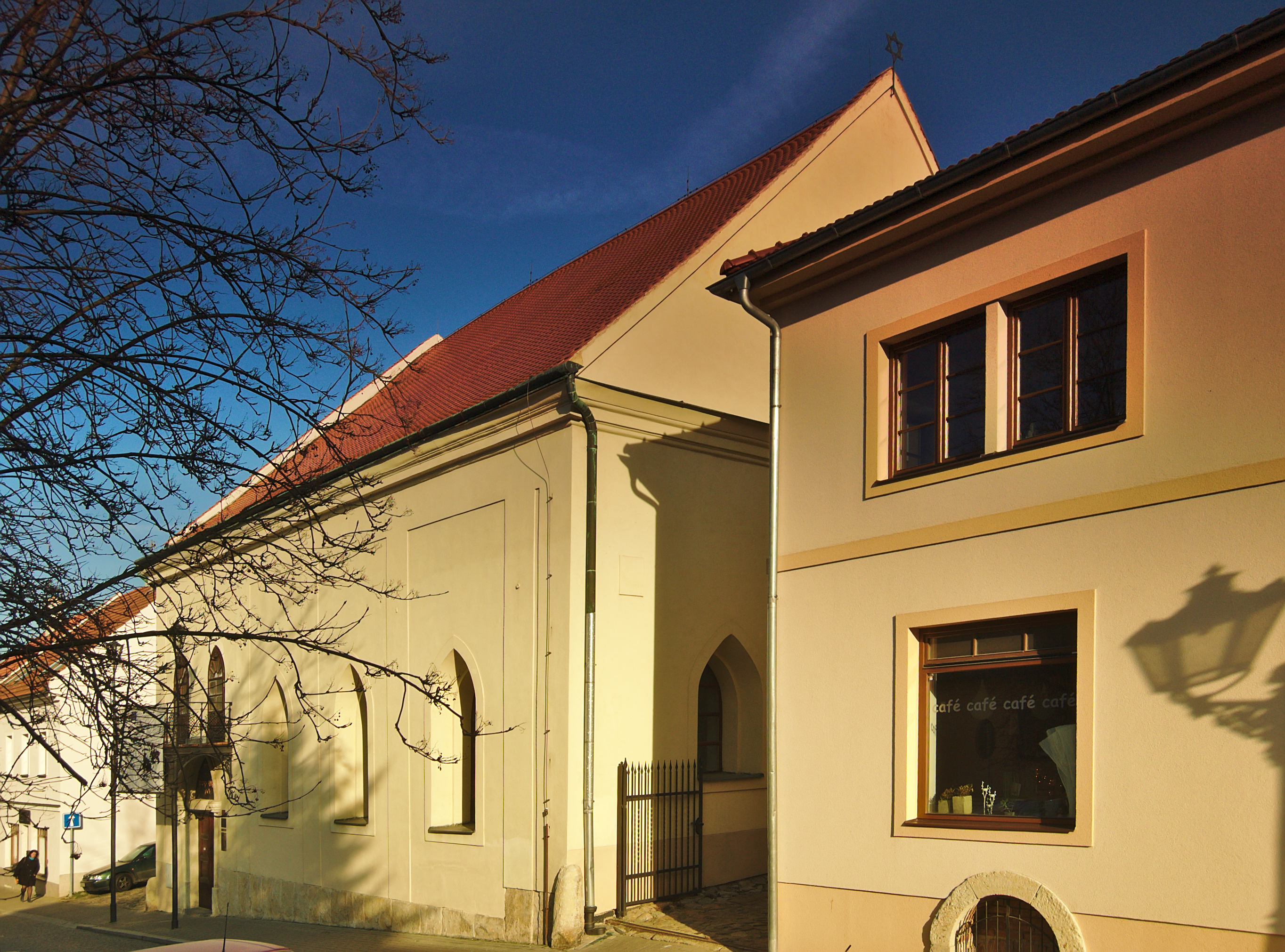
Zadní strana synagogy
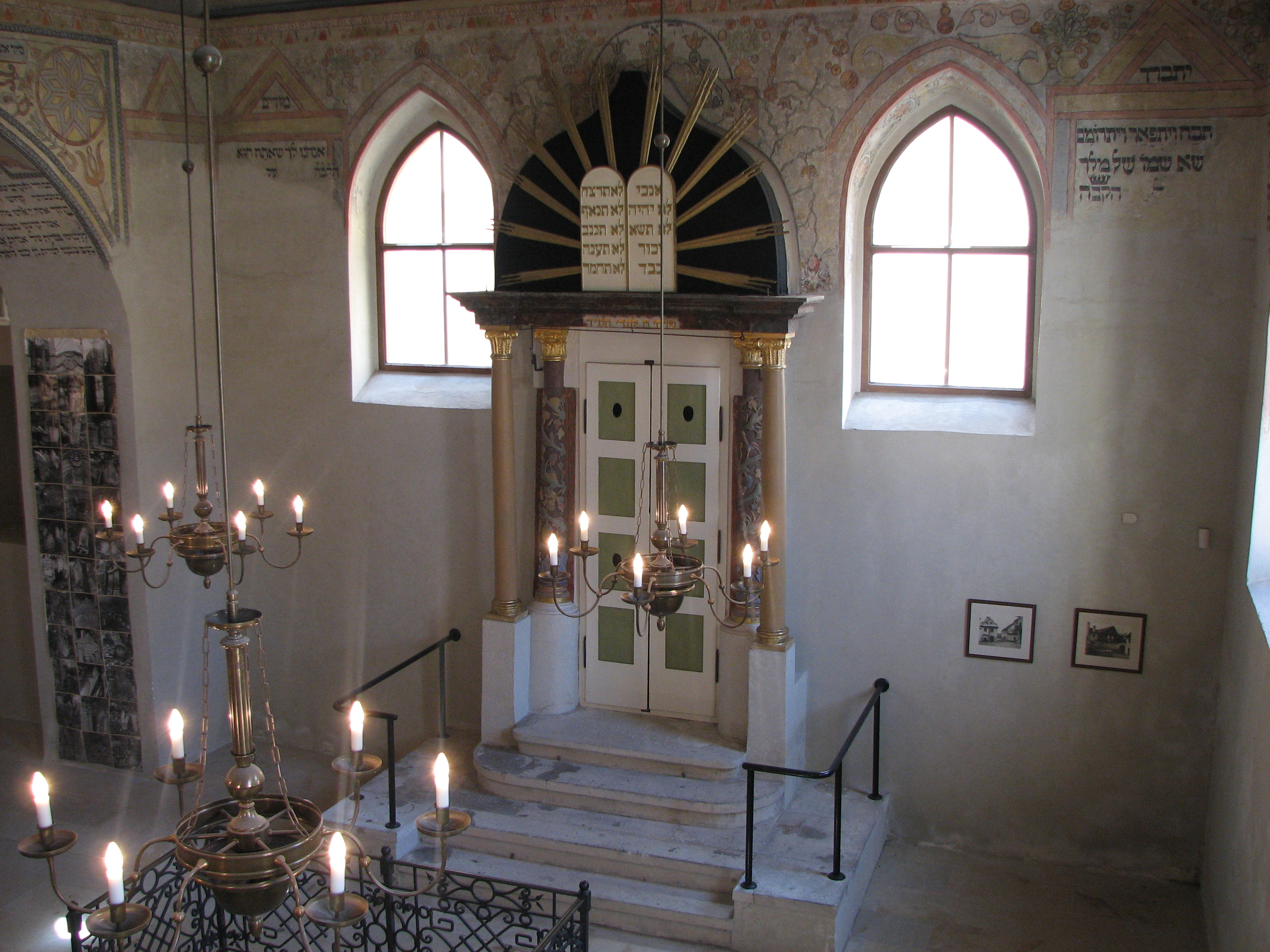
Aron ha-kodeš
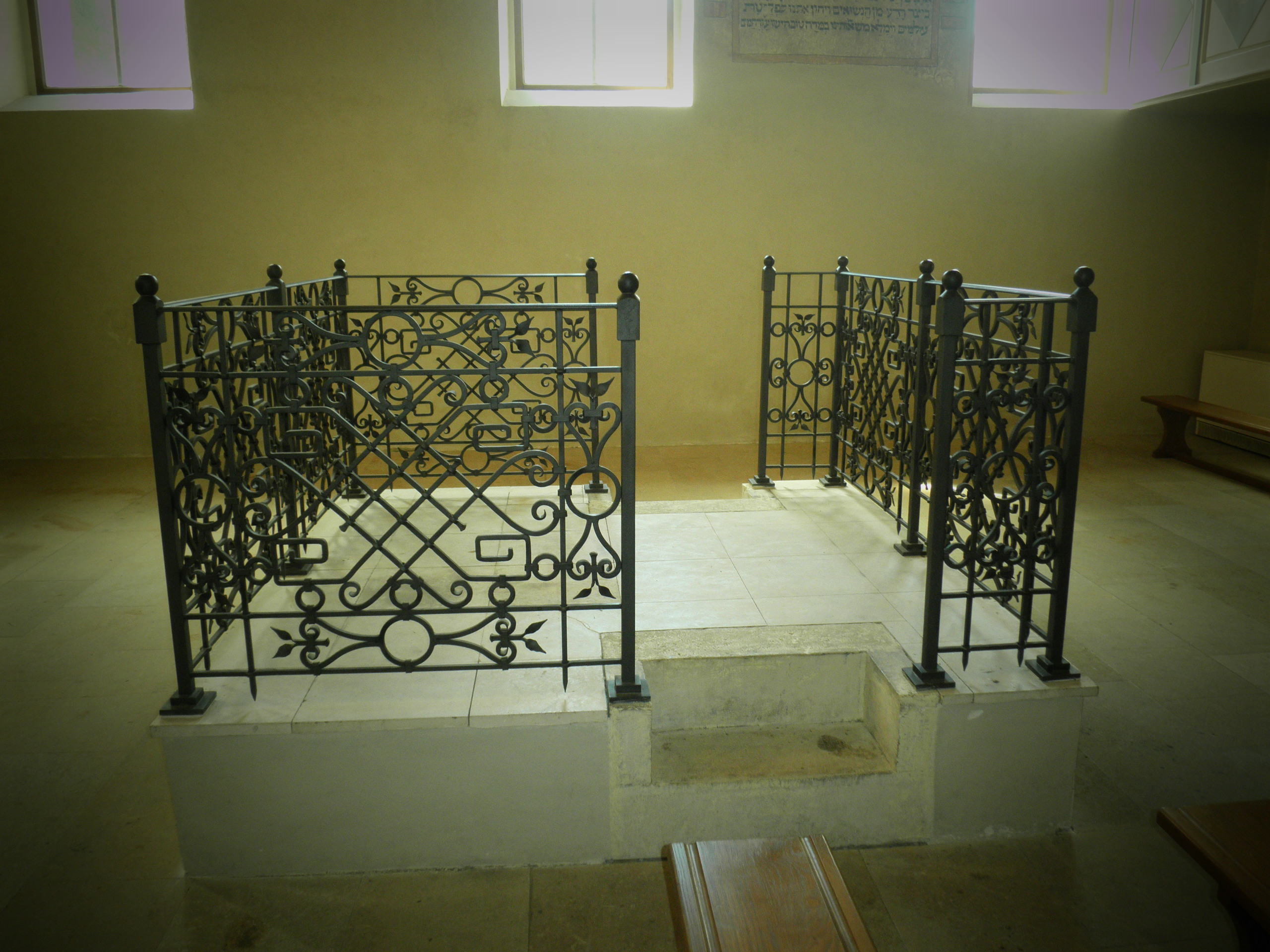
Bima
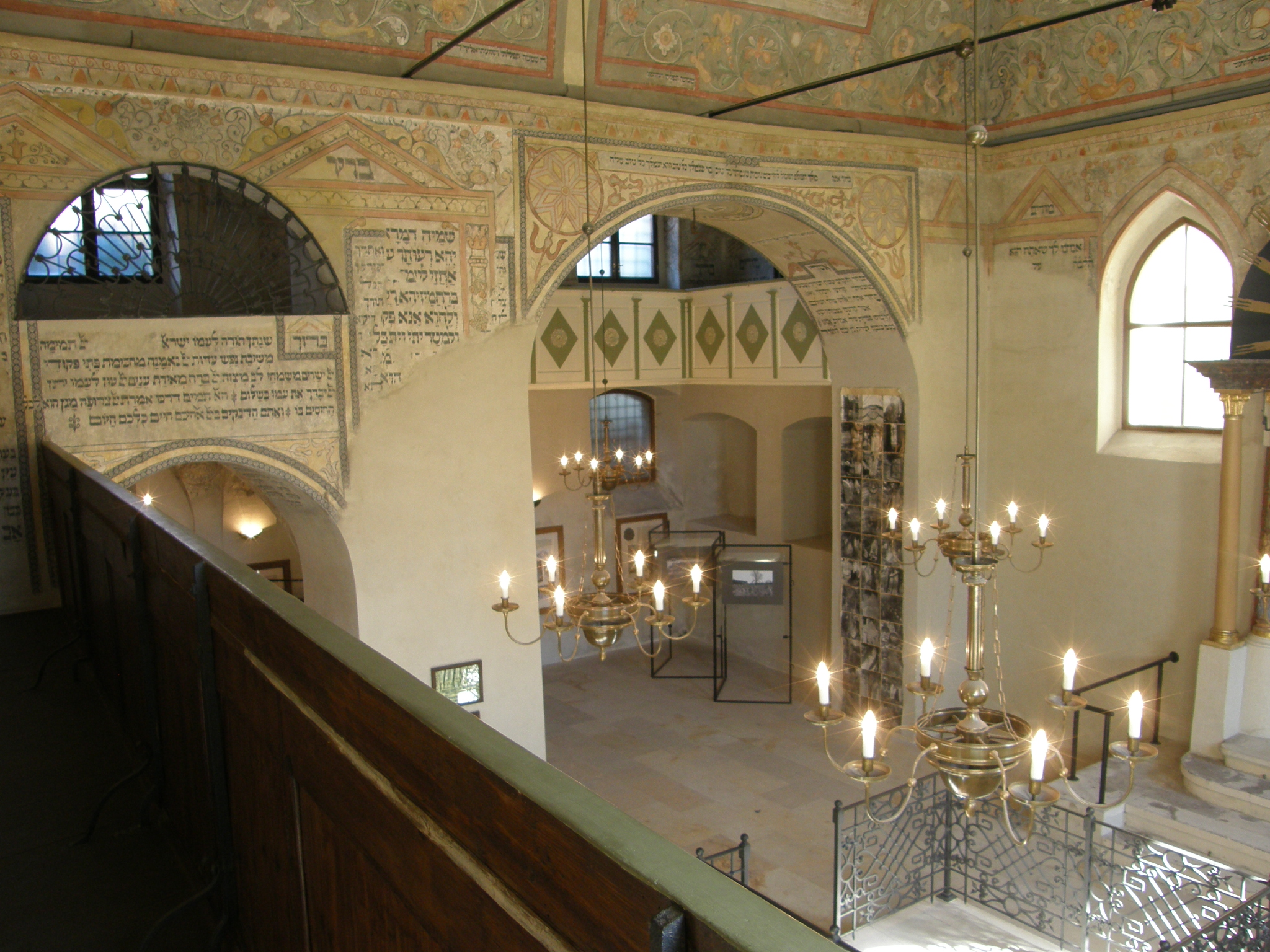
Synagoga rozdělena na hlavní sál a galerii v patře pro ženy
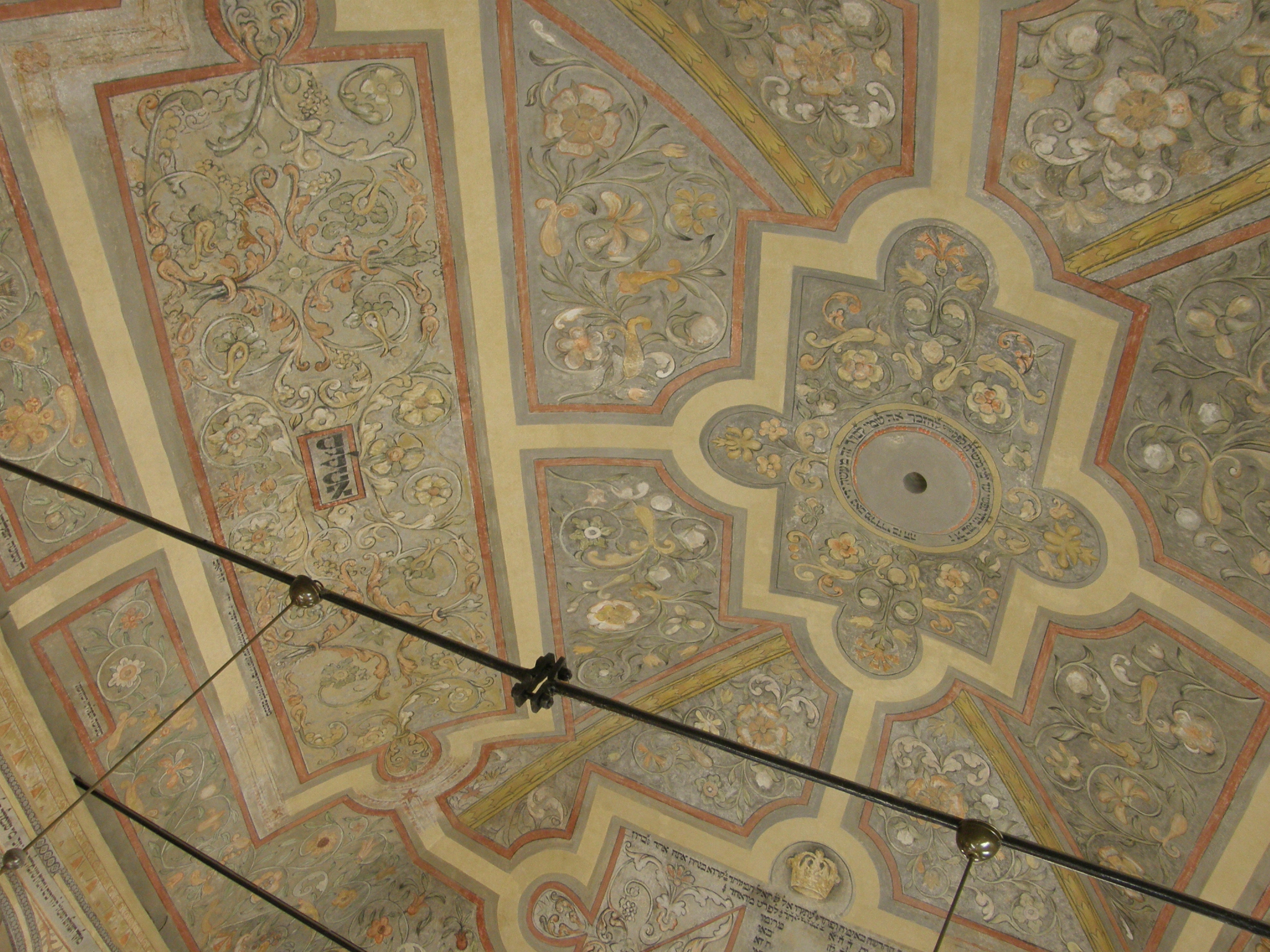
Strop hlavního sálu
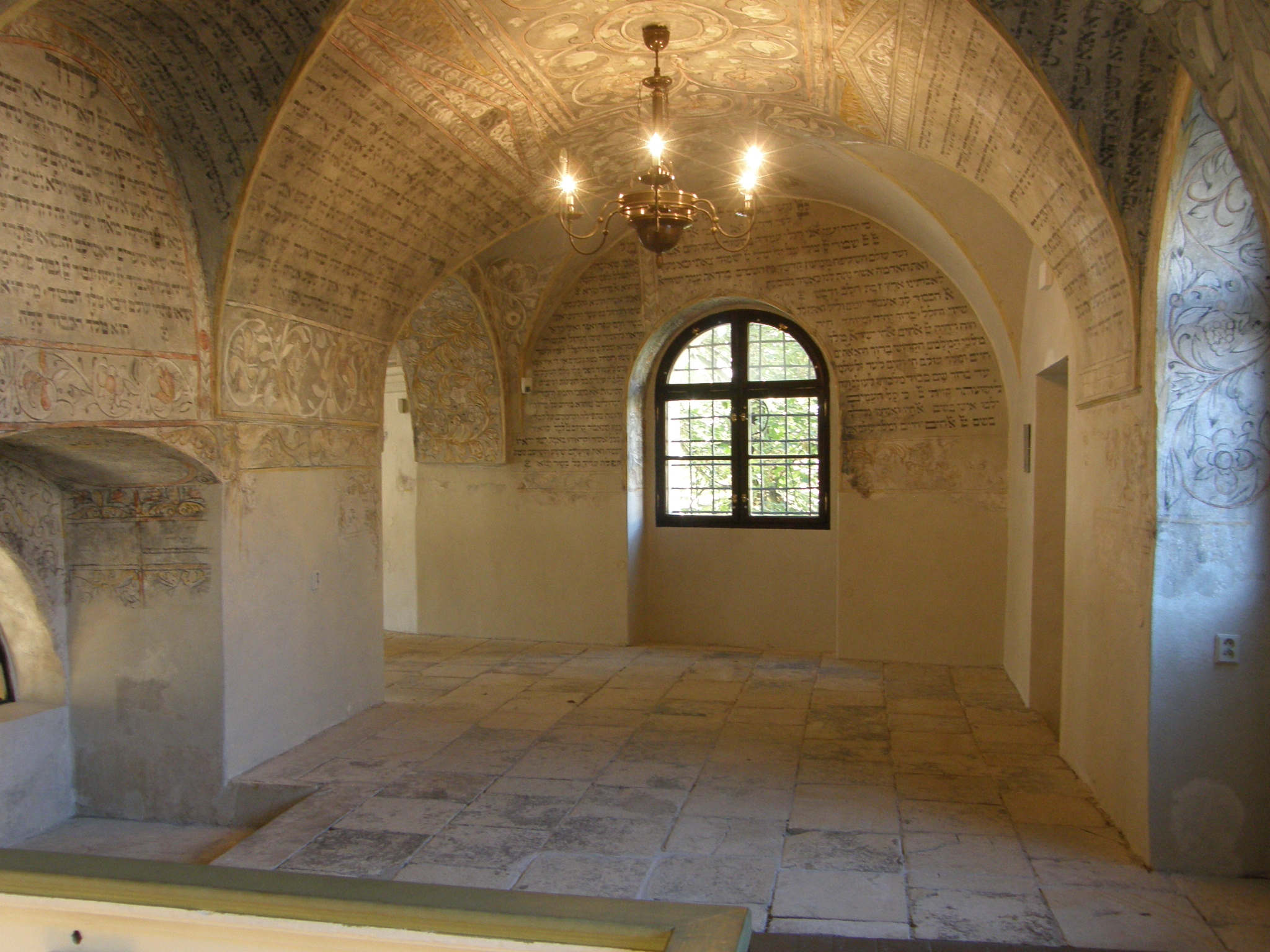
Galerie v patře pro ženy